# Gutiérrez Zamora, Chiconquiaco
Gutiérrez Zamora är en ort i Mexiko.   Den ligger i kommunen Chiconquiaco och delstaten Veracruz, i den sydöstra delen av landet, 240 km öster om huvudstaden Mexico City. Gutiérrez Zamora ligger 1 846 meter över havet och antalet invånare är 484.
Terrängen runt Gutiérrez Zamora är bergig norrut, men söderut är den kuperad. Runt Gutiérrez Zamora är det ganska tätbefolkat, med 93 invånare per kvadratkilometer. Närmaste större samhälle är Misantla, 18,1 km norr om Gutiérrez Zamora. I omgivningarna runt Gutiérrez Zamora växer i huvudsak städsegrön lövskog.